# Osredci (Brus)
Osredci (em cirílico: Осредци) é uma vila da Sérvia localizada no município de Brus, pertencente ao distrito de Rasina. A sua população era de 386 habitantes segundo o censo de 2011.

## Demografia
| 1948 | 1953 | 1961 | 1971 | 1981 | 1991 | 2002 | 2011 |
| ---- | ---- | ---- | ---- | ---- | ---- | ---- | ---- |
| 1005 | 1099 | 1206 | 1135 | 1002 | 762  | 474  | 386  |